# Renato Zaca
Renato Costa de Oliveira (Rio de Janeiro, 10 de abril de 1974), mais conhecido como Renato Zaca, é um político brasileiro. Atualmente, é deputado estadual pelo Partido Liberal (PL). Foi policial militar por 22 anos, e após ser eleito foi para a reserva da PMERJ.
Nas eleições de 2018, foi candidato a deputado pelo PSL e foi eleito com 31.627 votos. Em março de 2020, foi expulso do PSL por infidelidade partidária.